# Джеф Дънам
Джеф Дънам (на английски: Jeff Dunham) е американски вентролог и комик който участва в много предавания, включително Търсене на звезди, Късното шоу с Дейвид Летърман, Комедийната централа представя и Вечерното шоу. Той е познат на публиката в Комедийната централа заради неговите три специални шоута за мрежата: Джеф Дънам: Спор със себе си, Джеф Дънам: Искра от лудост и Много специалното Коледно специално шоу на Джеф Дънам.

## Кариера
На 18 юли 2003, Дънам участва в Комедийната централа представя, неговото първо участие в Комедийната централа. По време на половинчасовото шоу, той представя ранни версии на Мелвин супергероят, Фъстъка, Хосе Халапеньо на клечка и Уолтър. Първото специално шоу на Дънам в Комедийната централа, Джеф Дънам: Спор със себе си е записано в Санта Ана (Калифорния) през 2006. Второто му специално шоу Джеф Дънам: Искра от лудост е записано в Уорнър Тиътър във Вашингтон през 2007. Много специалното Коледно специално шоу на Джеф Дънам е записано в Пабст Тиътър в Миулоки през 2008
Допълнително към специалните шоута Дънам записва и музикален албум, Не си идвай вкъщи за Коледа (на английски: Don't Come Home for Christmas), на 4 ноември 2008 г. Албумът съдържа оригинални коледни песни както и пародия на „Звънят звънчета“ (на английски: Jingle Bells) изпълнена от Ахмед наречена „Звънят бомби“ (на английски: Jingle Bombs). Всички песни, освен „Звънят бомби“, са написани от Браян Хейнър, който участва в шоутата на Дънам като „Момчето с китарата“.

## Герои
Уолтър (на английски: Walter) е пенсиониран, сърдит старец с винаги кръстосани ръце. Той има нагъл, негативен и често саркастичен поглед над днешния свят. Той е ветеран от войната във Виетнам и бивш оксиженист, на когото „не му пука“ за никого, особено за жена му и някой от публиката. Уолтър участва и в трите специални шоута. Той е женен от 46 години и когато Дънам го пита дали помни най-щастливия момент от живота си, Уолтър отвръща „Да, това беше преди четиридесет и седем години...“.
Ахмед мъртвият терорист е скелет на некадърен терорист-самоубиец. Една от най-известните му реплики е „Тишина! Ще ви убия!“ (на английски: Silence! I kill you!) отправена към Дънам и публиката. Ахмед „пее“ песента „Звънят бомби“ в специалното коледно шоу.
Фъстъка (на английски: Peanut) е лилавокож „уузъл“ (маймуноподобно същество) с бяла козина, зелена коса и една червена маратонка на левия крак. Дънам обяснява в Спор със себе си че Фъстъка е от малък микронезийски остров и че те са се срещнали във Флорида. Хуморът на Фъстъка не е основан на определен мотив или тип, като този на другите герои. Той често се присмива на Дънам и често изтезава и осмива Хосе Халапеньо на клечка.
Хосе Халапеньо на клечка (на английски: José Jalapeño on a Stick) е говореща люта чушка (халапеньо) на клечка, която носи малко сомбреро. Хосе говори с испански акцент, и най-често участва с Фъстъка, който често му се подиграва, използвайки латино стереотипове и това че Хосе е на клечка.
Бъба Джей (на английски: Bubba J) е злоупотребяващ с бира „селянин“, когото Дънам описва като „бял боклук живеещ в каравана“. Дънам често прави шеги с привързаността на Бъба Джей към пиенето на бира и НАСКАР, както и малкият му интелект.
Суит Дади Дии (на английски: Sweet Daddy Dee), когото Дънам представя в Спор със себе си като неговият „нов мениджър“. Суит Дади Дии се нарича „pimp“ (сводник), което е „съкратено от“ участник в мениджърската професия (на английски: Player In the Management Profession). Според Суит Дади, понеже той е сводник това прави Дънам „the ho“ (курвата).
Мелвин супергероят носи син костюм на супергерой от комикс. Когато обяснява своите „сили“, той посочва че има рентгеново зрение, добавяйки че, обича да гледа гърди. Той няма други сили.